# Csór-hegy
Csór-hegy är ett berg i Ungern.   Det ligger i provinsen Heves, i den centrala delen av landet, 80 km nordost om huvudstaden Budapest. Toppen på Csór-hegy är 732 meter över havet, eller 75 meter över den omgivande terrängen. Bredden vid basen är 2,1 km.
Terrängen runt Csór-hegy är huvudsakligen kuperad. Runt Csór-hegy är det ganska tätbefolkat, med 60 invånare per kvadratkilometer. Närmaste större samhälle är Parádsasvár, 2,2 km norr om Csór-hegy. I omgivningarna runt Csór-hegy växer i huvudsak lövfällande lövskog.